# Затмение (фильм, 2017)
«Затмение» — российский фильм в жанре фэнтези режиссёра Ивана Кордзаии по сценарию Олега Сироткина об авантюристе Алексе, вынужденном заменить выбывшего участника на съёмках телешоу про экстрасенсов, в результате чего он оказывается втянут в давнюю борьбу волшебников. В главных ролях Александр Петров и Диана Пожарская. Премьера в России состоялась 27 апреля 2017 года. На DVD фильм был выпущен в Италии 13 декабря 2016 года.

## Сюжет
Фильм расскажет об авантюристе Алексе, которому на съёмках одного телешоу про экстрасенсов пришлось заменить выбывшего участника. В прямом эфире он слово в слово повторяет предсказание, что услышал за кулисами, — о том, что одна из зрительниц обречена на бесконечное одиночество, и все от неё отвернутся. Алекс даже не догадывается: всё, что с ним происходит — вовсе не случайность. Он оказался втянут в давнюю борьбу двух могучих волшебников. В жизни Тани, той самой проклятой зрительницы, начинают происходить загадочные события. Алекс изо всех сил старается её убедить в том, что с ней всё хорошо и никакого проклятья нет, по ходу развития событий влюбляясь в Таню. Но предсказание угрожает жизни девушки. Чтобы сохранить свои жизни и чувства, персонажам предстоит найти способ выбраться из водоворота мистических событий.

## В ролях
- Александр Петров — Алекс (Алексей)
- Диана Пожарская — Таня
- Катя Кабак — Кристина Павловская
- Сергей Бурунов — ведущий шоу «Дуэль экстрасенсов» Дмитрий Григорьев
- Семен Лопатин — магистр Рустам
- Кирилл Козаков — шаман Кунду Ичите
- Денис Ясик — мастер Кан
- Юлия Сулес — хозяйка рынка
- Алексей Воронин — Семён Семёнович Бударагин
- Светлана Головина — знахарка Аглая
- Вероника Вернадская — Инга
- Андрей Перунов — декан
- Ирина Цывина — Светлана Владимировна, мама Тани
- Андрей Стоянов — Володя, отчим Тани

## Факты
- Александр Петров ранее играл в фильме Артёма Аксененко «Неуловимые: Последний герой»[3].